# Ivan Harris
Ivan Troy Harris (Springfield, 17 marzo 1984) è un ex cestista statunitense.

## Palmarès

### Squadra
- Coppa di Finlandia: 1

LrNMKY: 2008

### Individuale
- McDonald's All-American Game (2003)